# Salón de la Plástica Mexicana

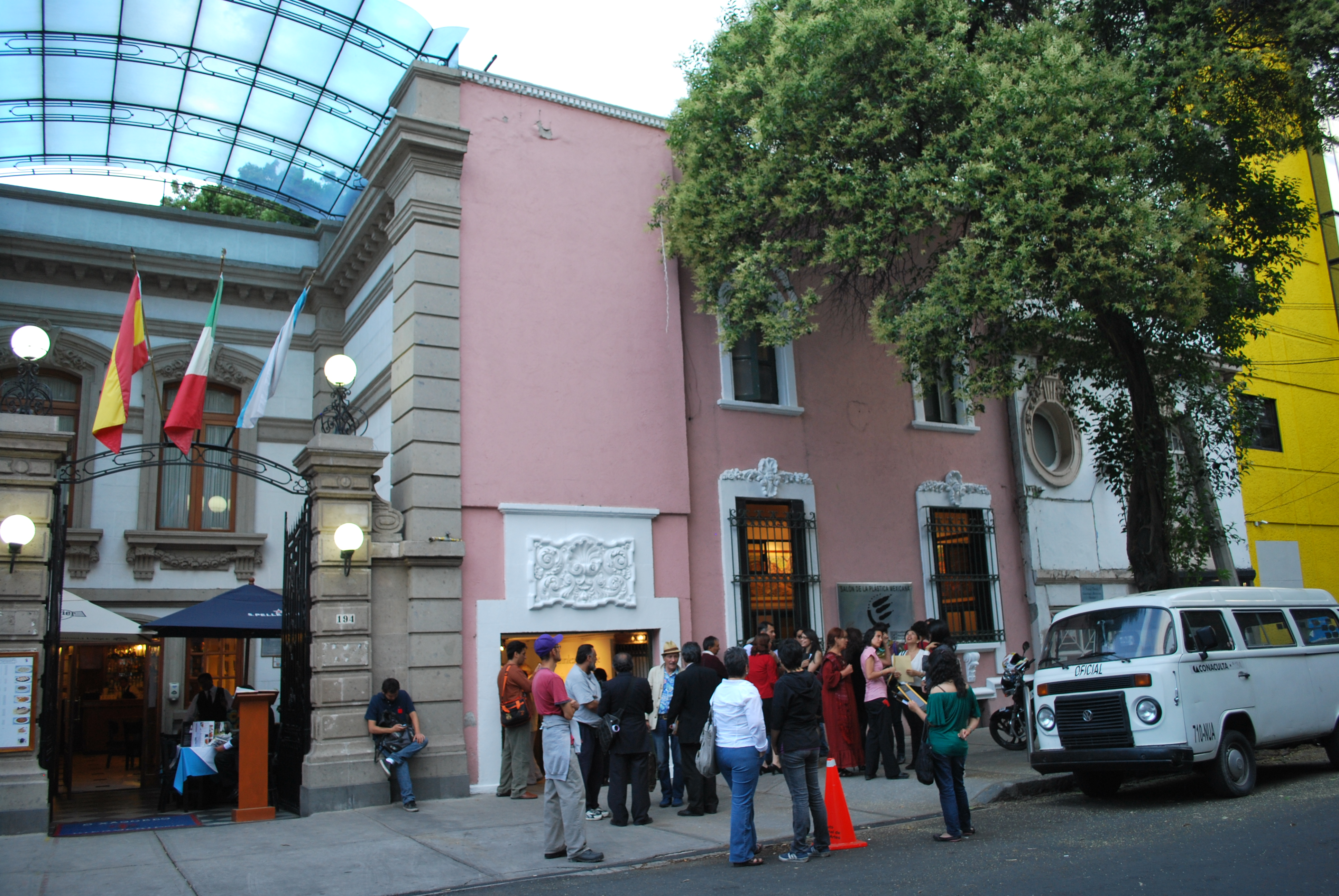
Blick auf das Gebäude Colonia Roma des Salón de la Plastica Mexicana in Mexiko-Stadt

Der Salón de la Plástica Mexicana (SPM) ist ein Kunstmuseum für bildende Künste und wurde am 16. November 1949 von namhaften Künstlern in Mexiko-Stadt eröffnet. Heute gibt es zwei Standorte, einen in der Calle de Colima in der Colonia Roma und einen in der Donceles im Centro Histórico, beide in der Delegación Cuauhtémoc der Hauptstadt. Das Museum ist eine selbstständige Institution, wird aber durch das Instituto Nacional de Bellas Artes (INBA) administrativ unterstützt.
Als Hauptgründerin wird oft Angelina Beloff genannt, die initiale Gründungsidee stammt offensichtlich aus dem Jahr 1947 von Fernando Gamboa und Carlos Chávez. Heute sind über 200 Künstler Mitglied des Salón de la Plástica Mexicana. Zu den Gründungsmitgliedern zählten ebenso Ignacio Aguirre, Luis Arenal, Celia Calderón, José Chávez Morado, Lola Cueto, Francisco Dosamantes, Jorge González Camarena, Frida Kahlo, Leopoldo Méndez, Gustavo Montoya Nefero, Pablo O’Higgins, Feliciano Peña, Jesús Reyes Ferreira, Antonio M. Ruíz, Cordelia Urueta, Alfredo Zalce, David Alfaro Siqueiros, Dr. Atl, Alberto Beltrán, Federico Cantú Garza, Erasto Cortés Juárez, Germán Cueto, Jesús Escobedo, Jesús Guerrero Galván, Agustín Lazo, Carlos Mérida, Francisco Mora, Luis Nishizawa, Carlos Orozco Romero, Fanny Rabel, Manuel Rodríguez Lozano, Juan Soriano, Héctor Xavier, Raúl Anguiano, Abelardo Dávila, Ángel Bracho, Fernando Castro Pacheco, Olga Costa, Gonzalo de la Paz Pérez, Arturo García Bustos, Xavier Guerrero, Amador Lugo, Guillermo Meza, Nicolás Moreno, Juan O’Gorman, Luis Ortiz Monasterio, Everado Ramírez, Diego Rivera, Rufino Tamayo und Desiderio Hernández Xochitiotzin.